# Plectreurys tristis
Plectreurys tristis är en spindelart som beskrevs av Simon 1893. Plectreurys tristis ingår i släktet Plectreurys och familjen Plectreuridae. Inga underarter finns listade i Catalogue of Life.